# Institut Kavli pour l'astrophysique des particules et la cosmologie
L'Institut Kavli pour l'astrophysique des particules et la cosmologie (KIPAC) est un laboratoire indépendant de l'université Stanford et du Laboratoire national de l'accélérateur des particules du SLAC, fondé en 2003 par un don de la Fondation Kavli. Il est situé sur le terrain du Centre de l'accélérateur linéaire de Stanford, ainsi que sur le campus principal de l'université. Roger Blandford en a été le directeur de 2003 à 2013 et Steven Kahn (en) était le directeur adjoint initial. Tom Abel a été nommé directeur par intérim en 2013 et directeur en 2015. Patricia Burchat (en) est la directrice adjointe. Depuis juillet 2018, Risa Wechsler (en) en est la directrice.

## Collaborations

### Institutions participantes
- Département de physique de Stanford,
- Département de physique appliquée de Stanford,
- Laboratoire national de l'accélérateur des particules du SLAC de Stanford[3].